# Everyday I Work on the Road
Everyday I Work on the Road is de eerste single van het album A Tale of Two Devils van de Amsterdamse popgroep Voicst. Het nummer kwam 2 februari 2008 op single uit en werd verkozen tot 3FM Megahit op 3FM. Het behaalde de eerste positie in de Kink 40 van Kink FM en de 17e positie in de 3FM Mega Top 50.
Het nummer is de eerste single sinds Whatever You Want from Life uit 2006.

## Tracklist
Standaardsingle
1. "Everyday I Work On The Road" - 3:46

iTunes-single
1. "Everyday I Work On The Road (Radio Edit)" – 3:22
2. "Everyday I Work On The Road (Album Edit)" – 3:47
3. "Everyday I Work On The Road (Adept Remix)" – 2:42
4. "Everyday I Work On The Road (Braille Remix)" – 3:24

Alle muziek en tekst door Voicst

## Bezetting
| Tjeerd Bomhof              | Zang / Gitaar               |
| Sven Woodside              | Basgitaar / Achtergrondzang |
| Joppe Molenaar             | Drums / Samples             |
| Rutger Hoedemaekers (Live) | Draaitafels / Samples       |